# Actiniopteris pauciloba
Actiniopteris pauciloba är en kantbräkenväxtart som beskrevs av Pichi-serm. Actiniopteris pauciloba ingår i släktet Actiniopteris och familjen Pteridaceae. Inga underarter finns listade.